# Javon Kinlaw
(en) Statistiques sur pro-football-reference
Javon Kinlaw, né le 3 octobre 1997, est un sportif professionnel trinidadien de football américain jouant au poste de defensive tackle dans la National Football League (NFL) depuis la saison 2020 et pour la franchise des Commanders de Washington dès 2025.
Sélectionné en 14e choix lors du premier tour de la draft 2020 de la NFL par la les 49ers de San Francisco, il y joue pendant quatre saisons. Il y  est sélectionné dans l'équipe 2020 des meilleurs joueurs rookies de la ligue. Devenu agent libre en 2024, il rejoint les Jets de New York puis les Commanders en 2025.
Au niveau universitaire, il a joué pendant trois saisons pour les Gamecocks de l'université de Caroline du Sud au sein de la NCAA Division I FBS et sa Southeastern Conference (SEC) où il obtient une sélection dans la première équipe 2019 de cette  conférence.

## Jeunesse
Kinlaw passe une partie de son enfance en tant que sans abri à Washington (district de Columbia) après avoir immigré de Trinité-et-Tobago avec sa mère et ses deux frères et sœurs,. Il fréquente le lycée Goose Creek High School (en) situé à Goose Creek en Caroline du Sud.

## Carrière universitaire
Kinlaw joue un an au Jones College (en) en 2016 avant d'être transféré à l'Université de Caroline du Sud. Lors de sa première année avec les Gamecocks en 2017, il dispute les 13 matchs, dont 10 en tant que titulaire, et totalise 20 plaquages. En 2018, il est titulaire lors des 12 matchs et réussit 38 plaquages et 4,5 sacks. Kinlaw retourne en Caroline du Sud pour sa saison senior en 2019,.

## Carrière professionnelle

### Draft
| Taille                 | Poids            | Bras              | Main              | Sprint   | Sprint   | Sprint   | Shuttle 20 yards | 3 cones drill | Détente   | Détente     | Développé couché | Test Wonderlic |
| Taille                 | Poids            | Bras              | Main              | 40 yards | 10 yards | 20 yards | Shuttle 20 yards | 3 cones drill | verticale | horizontale | Développé couché | Test Wonderlic |
| 1,96 m (6 ft 5 1/8 in) | 147 kg (324 lbs) | 89 cm (34 7/8 in) | 27 cm (10 1/2 in) | -        | -        | -        | -                | -             | -         | -           | -                | -              |

Kinlaw est sélectionné en 14e choix global lors du premier tour de la draft 2020 de la NFL par la franchise des 49ers de San Francisco. Ce choix est acquis à l'origine auprès des Buccaneers de Tampa Bay après que les 49ers l'ait échangé avec le choix de premier tour (13e au total) qu'ils avaient initialement acquis lors de l'échange de DeForest Buckner. Il signe, avec les 49ers, son contrat rookie de quatre ans d'une valeur de 15,48 millions de dollars entièrement garantis, dont une prime de signature de 8,8 millions le 26 juin 2020.

### 49ers de San Francisco
Au cours de la 10e semaine contre les Saints de La Nouvelle-Orléans, Kinlaw réussit son premier sack en carrière sur le quarterback Taysom Hill malgré la défaite 13 à 27. Kinlaw est placé sur la liste des réservistes touchés par la COVID-19 le 18 novembre 2020, et effectue son retour le 27 novembre. Au cours de la victoire 23 à 20 en 12e semaine contre les Rams de Los Angeles, Kinlaw intercepte une passe de Jared Goff et la retourne en touchdown sur 27 yards. Il s'agit de sa première interception et de son premier touchdown en carrière. Kinlaw est désigné meilleur rookie de la semaine pour sa performance contre les Rams.
Le 30 octobre 2021, Kinlaw est placé sur la réserve des blessés.
Le 15 octobre 2022, Kinlaw est placé sur la réserve des blessés. Il est de retour le 23 décembre.

### Jets de New York
Le 14 mars 2024, Kinlaw signe un contrat d'un an avec les Jets de New York.

### Commanders de Washington
Le 14 mars 2025, Kinlaw signe un contrat de trois ans pour un montant de 45 millions de dollars avec les Commanders de Washington,.

## Statistiques

### Universitaires
| Année       | Équipe      | Statut      | MJ |       | Plaquages | Plaquages | Plaquages | Plaquages |       | Interceptions | Interceptions | Interceptions | Interceptions |  | Fumbles | Fumbles |
| Année       | Équipe      | Statut      | MJ | Total | Seul      | Ast.      | Sacks     | Nb.       | Yards | Déf.          | TD            | Nb.           | Rec.          |  |         |         |
| 2017        |             | So.         | 07 | 17    | 12        | 05        | 00,0      | 0         | 0     | 1             | 0             | 1             | 2             |  |         |         |
| 2018        |             | Jr.         | 10 | 30    | 15        | 15        | 04,0      | 0         | 0     | 5             | 0             | 2             | 0             |  |         |         |
| 2019        |             | Sr.         | 12 | 35    | 15        | 20        | 06,0      | 0         | 0     | 2             | 0             | 0             | 2             |  |         |         |
| Totaux NCAA | Totaux NCAA | Totaux NCAA | 29 | 82    | 42        | 40        | 10,0      | 0         | 0     | 8             | 0             | 3             | 4             |  |         |         |

### Professionnelles
| Année  | Équipe                   | MJ |                | Plaquages      | Plaquages      | Plaquages      | Plaquages      |                | Interceptions  | Interceptions  | Interceptions | Interceptions |  | Fumbles | Fumbles |
| Année  | Équipe                   | MJ | Total          | Seul           | Ast.           | Sacks          | Nb.            | Yards          | Déf.           | TD             | Nb.           | Rec.          |  |         |         |
| 2020   | 49ers de San Francisco   | 14 | 33             | 15             | 18             | 1,5            | 1              | 27             | 4              | 1              | 0             | 0             |  |         |         |
| 2021   | 49ers de San Francisco   | 04 | 08             | 01             | 07             | 0,0            | 0              | 0              | 0              | 0              | 0             | 0             |  |         |         |
| 2022   | 49ers de San Francisco   | 06 | 04             | 02             | 02             | 0,0            | 0              | 0              | 0              | 0              | 0             | 0             |  |         |         |
| 2023   | 49ers de San Francisco   | 17 | 25             | 13             | 12             | 3,5            | 0              | 0              | 3              | 0              | 0             | 0             |  |         |         |
| 2024   | Jets de New York         | 17 | 40             | 27             | 13             | 4,5            | 0              | 0              | 0              | 0              | 0             | 0             |  |         |         |
| 2025   | Commanders de Washington | ?  | Saison à venir | Saison à venir | Saison à venir | Saison à venir | Saison à venir | Saison à venir | Saison à venir | Saison à venir | ?             | ?             |  |         |         |
| Totaux | Totaux                   | 58 | 110            | 58             | 52             | 9,5            | 1              | 27             | 7              | 1              | 0             | 0             |  |         |         |

| Année  | Équipe                 | MJ |       | Plaquages | Plaquages | Plaquages | Plaquages |       | Interceptions | Interceptions | Interceptions | Interceptions |  | Fumbles | Fumbles |
| Année  | Équipe                 | MJ | Total | Seul      | Ast.      | Sacks     | Nb.       | Yards | Déf.          | TD            | Nb.           | Rec.          |  |         |         |
| 2022   | 49ers de San Francisco | 3  | 5     | 2         | 3         | 0,0       | 0         | 0     | 0             | 0             | 0             | 0             |  |         |         |
| 2023   | 49ers de San Francisco | 3  | 9     | 5         | 2         | 0,0       | 0         | 0     | 0             | 0             | 0             | 0             |  |         |         |
| Totaux | Totaux                 | 6  | 14    | 7         | 5         | 0,0       | 0         | 0     | 0             | 0             | 0             | 0             |  |         |         |